# Милија Бабовић
Милија Бабовић (рођен 1959) је српски бизнисмен и предузетник, познат по оснивању и вођењу компаније Victoria Group, једне од водећих агроиндустријских групација у Србији. Био је суоснивач ове компаније, заједно са Станком Поповићем и Зораном Митровићем, 2001. године у Београду.

## Биографија
Милија Бабовић је завршио Средњотехничку школу „Петар Драпшин“ у Београду заједно са својим сарадником Драганом Лечићем. Почетком своје каријере бавио се трговином текстилом, укључујући и извоз из Италије. У Београду је 1985. године започео сопствену производњу текстилних производа, развијајући мрежу велетрговине и малопродаје. Оснивач је „Fashion Company“, компаније са преко 60 малопродајних објеката у Србији и региону (Црна Гора, Македонија, Хрватска), која је била заступник глобалних брендова попут Replay, Levi’s, Guess и других.
Бабовић је познат и као спонзор фудбалских клубова Партизан и ОФК Београд.